# سیارک ۳۷۶۶
سیارک ۳۷۶۶ (به انگلیسی: 3766 Junepatterson، نامگذاری:1983BF) سه هزار و هفتصد و شصت و ششمین سیارک کشف شده‌است که در ۱۶ ژانویه ۱۹۸۳ کشف شد.
قدر مطلق سیارک برابر ۱۱٫۷۰ است.